# Balkan Eishockey Liga
Die Balkan Eishockey Liga (bulgarisch Балканска Хокейна Лига), genannt BaHL (bulgarisch БаХЛ), ist die zweithöchste Spielklasse im Eishockey in Bulgarien nach der Bulgarischen Eishockeyliga, an der ausschließlich Amateurmannschaften teilnehmen.

## Geschichte
Die Idee für die Liga stammt von Martin Milanow, einem bulgarischen Eishockeyspieler und heutigem Präsident der BaHL. Zunächst nahm nur eine geringe Anzahl von Mannschaften am Spielbetrieb teil, die sich jedoch von Jahr zu Jahr erhöhte. In der abgelaufenen Saison (2013/14) nahmen zehn Mannschaften teil.
Die Liga besteht in ihrer jetzigen Form seit der Spielzeit 2006/07.
Im Laufe der Jahre nahmen immer wieder Mannschaften aus Serbien, Griechenland und Nordmazedonien teil. Aktuell nehmen zwei Teams aus anderen Ländern teil: Metalurg Skopje (Nordmazedonien) und Allstars (Griechenland).
Nach der regulären Saison finden Playoffs statt, in welchen der Meister der BaHL ermittelt wird.

## Mannschaften
| Mannschaft                       | Stadt                            | Stadion                          | Kapazität                        | Gründungsjahr                    | Mitglied seit                    |
| Aktuelle Mannschaften (Gruppe A) | Aktuelle Mannschaften (Gruppe A) | Aktuelle Mannschaften (Gruppe A) | Aktuelle Mannschaften (Gruppe A) | Aktuelle Mannschaften (Gruppe A) | Aktuelle Mannschaften (Gruppe A) |
| -------------------------------- | -------------------------------- | -------------------------------- | -------------------------------- | -------------------------------- | -------------------------------- |
| Ice Devils                       | Bulgarien – Sofia                | Slawia Eisstadion                | 1874                             | 2007                             | 2007–08                          |
| Dinamo Sofia                     | Bulgarien – Sofia                | Slawia Eisstadion                | 1874                             | 2007                             | 2007–08                          |
| Dnepr                            | Bulgarien – Sofia                | Slawia Eisstadion                | 1874                             | 2012                             | 2012–13                          |
| Red Star                         | Bulgarien – Sofia                | Wintersportpalast Sofia          | 3200                             | 2002                             | 2013–14 (Wiederaufnahme)         |
| AllStars                         | Griechenland – Thessaloniki      | Slawia Eisstadion                | 1874                             | 2013                             | 2013–14                          |
| HK Metalurg Skopje               | Nordmazedonien – Skopje          | Skopje Eishalle                  | 2000                             | 2013                             | 2013–14                          |
| Aktuelle Teams (Gruppe B)        |                                  |                                  |                                  |                                  |                                  |
| Ice Devils B                     | Bulgarien – Sofia                | Slawia Eisstadion                | 1874                             | 2007                             | 2011–12                          |
| Torpedo Sofia                    | Bulgarien – Sofia                | Slawia Eisstadion                | 1874                             | 2007                             | 2007–08                          |
| Admiral Sofia                    | Bulgarien – Sofia                | Slawia Eisstadion                | 1874                             | 2013                             | 2013–14                          |
| Ice Sparks                       | Bulgarien – Sofia                | Slawia Eisstadion                | 1874                             | 2013                             | 2013–14                          |

## Meister

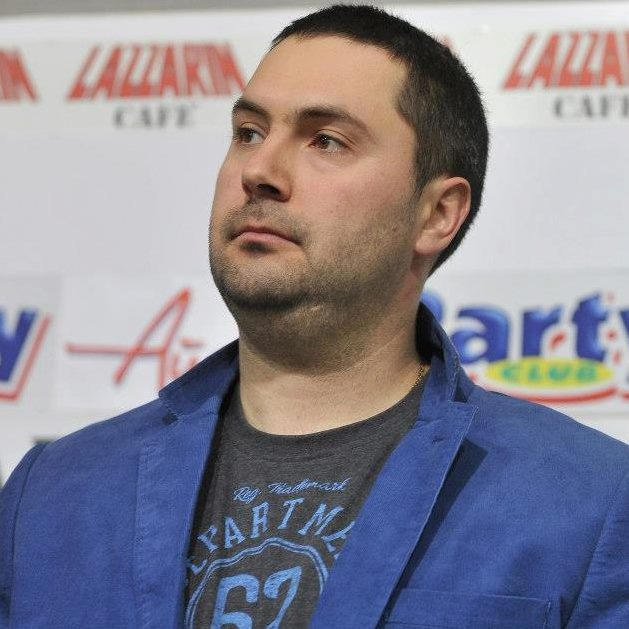
Martin Milanow, Präsident und Gründer der BaHL

Der Meister der BaHL kam in drei Fällen nicht aus Bulgarien: 2007 PAOK Thessaloniki und 2009 Aris/Iraklis (beide Griechenland) sowie 2014 Metalurg Skopje (Mazedonien).
| Saison  | Sieger                    |
| 2006/07 | PAOK Thessaloniki         |
| 2007/08 | Spartak Sofia             |
| 2008/09 | Etro 92 Weliko Tarnowo    |
| 2009/10 | Aris/Iraklis Thessaloniki |
| 2010/11 | HK NSA Sofia              |
| 2011/12 | HK NSA Sofia              |
| 2012/13 | Dinamo Sofia              |
| 2013/14 | Ice Devils Sofia          |
| 2014/15 | HK Metalurg Skopje        |